# Pionerski (Swerdlowsk, Irbitskoje)
Pionerski (russisch Пионе́рский) ist eine Siedlung städtischen Typs in der Oblast Swerdlowsk in Russland mit 3104 Einwohnern (Stand 14. Oktober 2010).

## Geographie
Der Ort liegt etwa 175 km Luftlinie nordöstlich des Oblastverwaltungszentrums Jekaterinburg und fast unmittelbar nordwestlich anschließend an die Stadt Irbit im westlichen Teil des Westsibirischen Tieflandes, und etwa 2 km vom rechten Ufer des Flusses Irbit unweit von dessen Mündung in die Niza.
Pionerski ist formal Verwaltungszentrum des „munizipalen Gebildes“ Irbitskoje munizipalnoje obrasowanije mit dem Status eines Stadtkreises, zu dem insgesamt 105 Dörfer und ländliche Siedlungen gehören. Faktisch befinden sich die Verwaltungsorgane des Stadtkreises jedoch in Irbit, das zwar namensgebend für den Stadtkreis Irbitskoje munizipalnoje obrasowanije ist, aber nicht zu diesem gehört, sondern einen eigenständigen Stadtkreis Munizipales Gebilde „Stadt Irbit“ (Munizipalnoje obrasowanije «Gorod Irbit») bildet.

## Geschichte
Der Ort entstand ab Dezember 1963 im Zusammenhang mit der Errichtung eines großen Hühnermastbetriebes. Der Name ist abgeleitet von russisch pioner für Pionier, einen Angehörigen der Pionierorganisation Wladimir Iljitsch Lenin. 1968 kam ein größerer Forstwirtschaftsbetrieb als zweites ortsbildendes Unternehmen hinzu. Zunächst dem Dorfsowjet des 2 km westlich gelegenen Fomina unterstellt, erhielt Pionerski 1975 eine eigene Verwaltung. Seit 1989 besitzt es den Status einer Siedlung städtischen Typs. Per 1. Januar 2006 wurde Pionerski mit der Herauslösung der Stadt Irbit aus dem vormaligen Irbitski rajon zum Verwaltungssitz eines eigenständigen Stadtkreises bestimmt.

### Bevölkerungsentwicklung
| Jahr | Einwohner |
| ---- | --------- |
| 2002 | 3186      |
| 2010 | 3104      |

Anmerkung: Volkszählungsdaten

## Verkehr
Pionerski liegt an der Regionalstraße 65K-1301 Kamyschlow – Irbit – Turinsk – Tawda, an der westlichen Einfahrt nach Irbit beim Abzweig der 65K-1102 nach Fomina. Die nächstgelegene Bahnstation befindet sich in Irbit bis Kilometer 197 der auf diesem Abschnitt 1916 eröffneten Strecke Jekaterinburg – Artjomowski (Jegorschino) – Meschduretschenski (Ustje-Acha).